# Обернений оператор

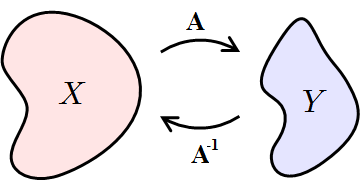
Якщо a відображає X на Y, то A^{−1} відображає Y на X

Обернений оператор до оператора {\displaystyle A} — оператор, який кожному {\displaystyle y} із множини значень {\displaystyle {\mbox{Im}}\,A} оператора {\displaystyle A} ставить у відповідність єдиний елемент {\displaystyle x} із області визначення {\displaystyle {\mathcal {D}}(A)} оператора {\displaystyle A}, який є розв'язком рівняння {\displaystyle Ax=y}. Якщо оператор {\displaystyle A} має обернений, тобто рівняння {\displaystyle Ax=y} має єдиний розв'язок за будь-якого {\displaystyle y} із {\displaystyle {\mbox{Im}}\,A}, то {\displaystyle A} називають оборотним. Обернений оператор позначають {\displaystyle A^{-1}}.

## Визначення та умови існування
Інше визначення: оператор {\displaystyle B} називають оберненим до оператора {\displaystyle A}, якщо {\displaystyle BA=I,\,AB=I}, де {\displaystyle I} — одиничний оператор. Якщо виконується тільки співвідношення {\displaystyle BA=I} або тільки {\displaystyle AB=I,} то оператор {\displaystyle B} називають лівим оберненим або правим оберненим відповідно. Якщо оператор {\displaystyle A} має лівий обернений і правий обернений, то вони рівні між собою, а оператор {\displaystyle A} є оборотним. Якщо обернений оператор існує, він визначається єдиним чином.
Оператор {\displaystyle A} оборотний, якщо він відображає {\displaystyle {\mathcal {D}}(A)} на {\displaystyle {\mbox{Im}}\,A} взаємно однозначно, тобто за різних {\displaystyle x\in {\mathcal {D}}(A)} набуває різних значень {\displaystyle y}. Якщо оператор {\displaystyle A} — лінійний, то для існування оберненого оператора достатньо, щоб {\displaystyle Ax=0} виконувалося тільки при {\displaystyle x=0}.
Лінійний оператор (навіть обмежений) може мати обернений, визначений не на всьому просторі. Наприклад, у просторі {\displaystyle \ell _{2}} лінійний оператор
{\displaystyle A(x_{1},x_{2},x_{3},\dots )=(0,x_{1},x_{2},\dots )}
має обернений, який визначено для векторів із першою координатою рівною нулю: {\displaystyle x_{1}=0}.

## Властивості
- {\displaystyle (A^{-1})^{-1}=A.}[6]
- {\displaystyle (A_{1}A_{2})^{-1}=A_{2}^{-1}A_{1}^{-1}.}[3]
- Оператор {\displaystyle A^{-1}}, обернений до лінійного оператора, також лінійний[1].
- {\displaystyle (A^{-1})^{*}=(A^{*})^{-1}}, {\displaystyle A^{*}} — спряжений оператор[7].

## Теореми про обернений оператор

### Теорема Банаха
| Нехай {\displaystyle A} — лінійний обмежений оператор, який взаємно однозначно відображає Банахів простір {\displaystyle E} на Банахів простір {\displaystyle E_{1}}. Тоді обернений оператор {\displaystyle A^{-1}} обмежений. |

Теорема Банаха є одним з основних принципів лінійного аналізу. З неї випливає теорема про відкрите відображення: лінійне неперервне відображення {\displaystyle A} Банахового простору {\displaystyle E} на (всі) Банахові простори {\displaystyle E_{1}} відкрите.

### Достатня умова існування оберненого оператора
- Нехай лінійний оператор {\displaystyle A}, який відображає лінійний нормований простір {\displaystyle E} на лінійний нормований простір {\displaystyle E_{1}}, задовольняє для будь-якого {\displaystyle x\in E} умові

{\displaystyle \|Ax\|\geq m\|x\|,}
де {\displaystyle m>0} — деяка константа. Тоді існує обернений обмежений лінійний оператор {\displaystyle A^{-1}}.
- Нехай {\displaystyle A} — лінійний обмежений оборотний оператор, що діє з Банахового простору {\displaystyle E} в Банахів простір {\displaystyle E_{1}} і {\displaystyle \Delta A} — лінійний обмежений оператор з {\displaystyle E} в {\displaystyle E_{1}} такий, що {\displaystyle \|\Delta A\|<1/\|A^{-1}\|}. Тоді оператор {\displaystyle B=A+\Delta A} має обмежений обернений, причому

{\displaystyle \|B^{-1}-A^{-1}\|\leq {\frac {\|\Delta A\|}{1-\|A^{-1}\|\|\Delta A\|}}\|A^{-1}\|^{2}}.
- Нехай {\displaystyle E} — Банахів простір, {\displaystyle I} — тотожний оператор в {\displaystyle E}, а {\displaystyle A} — такий лінійний обмежений оператор, який відображає {\displaystyle E} в себе, що {\displaystyle \|A\|<1}. Тоді оператор {\displaystyle (I-A)^{-1}} існує, обмежений і подається у вигляді ряду

{\displaystyle (I-A)^{-1}=\sum \limits _{k=1}^{\infty }A^{k}}.

## Приклади

### Перетворення Фур'є
{\displaystyle g(\lambda )=\int \limits _{-\infty }^{\infty }f(t)e^{-i\lambda t}dt}
можна розглядати як лінійний обмежений оператор, що діє з простору {\displaystyle L_{2}(-\infty ,\infty )} в себе. Оберненим оператором для нього є обернене перетворення Фур'є
{\displaystyle f(t)={\frac {1}{2\pi }}\int \limits _{-\infty }^{\infty }g(\lambda )e^{i\lambda t}d\lambda }.

### Оператори інтегрування та диференціювання
Для оператора інтегрування
{\displaystyle Ax=\int \limits _{0}^{t}x(\tau )\,d\tau ,}
який діє в просторі неперервних функцій {\displaystyle C[0,1]}, оберненим буде оператор диференціювання:
{\displaystyle A^{-1}y={\frac {d}{dt}}y(t),}
визначений на лінійному многовиді неперервно диференційовних функцій, таких що {\displaystyle y(0)=0}.

### Оператор Штурма— Ліувілля
Для диференціального оператора Штурма — Ліувілля
{\displaystyle Ax={\frac {d}{dt}}\left\{p(t){\frac {dx}{dt}}\right\}+q(t)x,}
визначеного на лінійному многовиді двічі неперервно диференційовних функцій таких, що {\displaystyle x(0)=x(1)=0}, оберненим оператором є інтегральний оператор
{\displaystyle A^{-1}y=\int \limits _{0}^{1}G(t,\tau )y(\tau )\,d\tau ,}
де {\displaystyle G(t,\tau )} — функція Гріна. {\displaystyle A^{-1}} — лінійний обмежений оператор у {\displaystyle C[0,1]}.

### Інтегральний оператор
Нехай
{\displaystyle Ax=\int \limits _{0}^{1}K(t,s)x(s)\,ds}
— інтегральний оператор у просторі безперервних функцій {\displaystyle C[0,1]}. За достатньо малих значень параметра {\displaystyle \lambda } оператор {\displaystyle (I-\lambda A)} (де {\displaystyle I} — одиничний оператор) має обмежений обернений
{\displaystyle (I-\lambda A)^{-1}y=y(t)+\lambda \int \limits _{0}^{1}R(t,s,\lambda )y(s)\,ds},
де {\displaystyle R(t,s,\lambda )} — резольвента ядра {\displaystyle K(t,s)}. Знаючи резольвенту, можна знайти розв'язок інтегрального рівняння
{\displaystyle x(t)=y(t)+\lambda \int \limits _{0}^{1}K(t,s)x(s)\,ds}
за будь-якого вільного члена {\displaystyle y(t)}.

## Обернений оператор у скінченновимірному просторі
Оператор у скінченновимірному просторі оборотний тоді й лише тоді, коли його ранг збігається з розмірністю простору. Інакше кажучи, визначник його матриці відмінний від нуля. Оберненому оператору відповідає обернена матриця.